# 衝上人間
《衝上人間》（英語：A Smiling Ghost Story）是香港電視廣播有限公司拍攝製作的時裝劇集，全劇共20集，監製周華宇。

## 故事大綱
林家宜（張可頤飾）為人開朗活潑，常愛助人，深得人喜愛。但一次意外，家宜因救人竟觸電死亡，雖得在場的古德明（郭晉安飾）即時搶救及施以人工呼吸，惜仍返魂無術。家宜到陰間得優先投胎，好奇下翻查名冊，竟發現來世的父母是其表姐文少英（陳法蓉飾）和方志龍（張家輝飾）。但少英與志龍卻是鬥氣冤家，為撮合二人，家宜不惜向鬼褓姆周小波（林曉峰飾）及死前曾和她通了氣的德明求助。
志龍和少英在德明及家宜暗中安排下，終化敵為愛，走進教堂，更成功創業，生意興隆。而德明跟家宜相處日久，竟動了真情。二人相戀卻被德明拍拖多年的女友趙淑美（袁彩雲飾）揭發，一怒下設計欲把家宜驅走......

## 演員表

### 古家、方家
| 演員   | 角色   | 關係／暱稱 |
| 夏 萍  | 徐寶寶 | BoBo姐 古悟明、古德明之祖母 方志龍之房東 |
| 駱應鈞 | 古悟明 | “悟方会煮餸”之主持→方月冰助手 古德明之兄 方月冰之男友 |
| 郭晉安 | 古德明 | 銀行主任 古悟明之弟 方志龍之好友 趙淑美、文少英之前男友 林家宜之男友 可看到林家宜、周小波鬼魂 於第20集因得到周小波跟V猜的幫助而回到林家宜死前把她救回                                      |
| 惠英紅 | 方月冰 | “悟方会煮餸”之主持 方志龍之姊 古悟明之女友 |
| 惠英紅 | Icy    | 方月冰前世 被周小波追求 于30年前车祸身亡 |
| 張家輝 | 方志龍 | 高佬龍 方月冰之弟 面点职员→演员→好好云吞面老板 “春光暴泄”之男主角 病態賭徒 文少英之歡喜冤家，後為其夫 周小波二世之父 曾追求林家宜 錢國榮之旧同学 于第15集被监华宇上身 于第16集灵魂恢复     |
| 陳法蓉 | 文少英 | DaDa、水晶晶（徐寶寶專稱） 面点职员→候选特區小姐→演员→好好云吞面老板娘 “春光暴泄”之女主角 方志龍之歡喜冤家，後為其妻 林家宜之表姐 林幗紅、文廣成之女 古德明、錢國榮之前女友 周小波二世之母 |

### 文家
| 演員   | 角色   | 關係／暱稱 |
| 張可頤 | 林家宜 | 面点职员→助理编导 文少英之表妹 林幗紅之侄女 古德明之女友 於第2集因救人而触电身亡 于第9集起上李詠欣身 于第17集将灵魂还给李詠欣 於第20集因被古德明改变命运，倒转回死前而生還 |
| 張可頤 | 李詠欣 | 长得与林家宜一模一样 于第8集因车祸而变成游魂 于第9集被林家宜上身 於第17集灵魂恢复到躯壳，并到美国念书                                                                      |
| 陳法蓉 | 文少英 | DaDa 參見古家、方家 |
| 黃愷欣 | 林幗紅 | 便利店职员→好好云吞面职员 文少英之母 林家宜之姨媽 |
| 李龍基 | 文廣成 | 的士司机→便利店职员→好好云吞面职员 文少英之父 林家宜之姨丈 于第8集因发生车祸而精神失常 于第15集复原                                                                        |

### 赵家
| 演員   | 角色   | 關係／暱稱                                                                   |
| 袁彩雲 | 趙淑美 | May 護士 古德明之前女友 思泳之同事 齐阿哥之追求对象 於第13集与母移民至纽西兰 |
| 马海伦 | 趙太太 | 趙淑美之母 於第13集移民至纽西兰                                              |

### 医院
| 演員   | 角色   | 關係／暱稱               |
| 袁彩雲 | 趙淑美 | May 參見赵家             |
| 李炜棋 | 齐阿哥 | 精神科医生 追求趙淑美    |
|        | 思 泳  | 阿Wing 護士 趙淑美之好友 |

### 灵界
| 演員   | 角色     | 關係／暱稱                                                                                    |
| 林曉峰 | 周小波   | 波仔 鬼保母 林家宜之好友 于30年前追求方月冰之前生，后撞车身亡                                 |
|        |          | 周小波轉世 方志龍、文少英之子 於第20集出世                                                    |
| 徐忠信 | 監華宇   | 四大恶鬼之首 三世皆被女人害死 于第15集上方志龍身，并追求文少英 于第16集被V猜消灭 于第11集出场 |
|        | 凶神恶煞 | 四大恶鬼之一                                                                                  |
|        | 穷凶极恶 | 四大恶鬼之一                                                                                  |
|        | 十恶不赦 | 四大恶鬼之一                                                                                  |

### 电视台
| 演員   | 角色    | 關係／暱稱                      |
| 蘇恩磁 | Pauline | 特區小姐之指導 針對文少英       |
| 羅浩楷 | 潘Sir   | 特區小姐之形象指導              |
| 羅君左 | 周監製  | “悟方会煮餸”之監製              |
| 周凯珊 | 惠      | 特區小姐 “春光暴泄”之前任女主角 |
| 虞天偉 | 王天偉  | “春光暴泄”之導演                |

### 银行
| 演員   | 角色 | 關係／暱稱 |
| 曾慧云 | -    | 银行职员   |
| 姚乐怡 | -    | 银行职员   |
| 麦嘉伦 | -    | 银行职员   |
| 张汉斌 | -    | 银行职员   |
| 陈燕航 | -    | 银行职员   |
| 汤俊明 | -    | 银行职员   |
| 何壁坚 | -    | 银行经理   |

### 其他演员
| 演員   | 角色      | 關係／暱稱                                                                 |
| 王 青  | V 猜      | V猜大師 驱鬼师 徐宝宝之师傅 于第16集消灭监华宇 于第16集出场                |
| 羅 莽  | 余鎮科    | 科哥 黑社会老大                                                            |
| 馬德鐘 | 錢國榮    | Kenji、矮仔榮 文少英之前男友，並欺骗對方 方誌龍之旧同学 于第8集被判入狱5年 |
| 羅家英 | Tommy Law | 富商 誤會自己是林家宜生父                                                  |

## 收視
以下為該劇於香港無綫電視翡翠台之收視紀錄：
| 週次 | 集數  | 日期                    | 平均收視 |
| 1    | 01-05 | 1999年12月13日-12月17日 | 30點     |
| 2    | 06-10 | 1999年12月20日-12月24日 | 29點     |
| 3    | 11-15 | 1999年12月27日-12月31日 | 28點     |

- 本劇平均收視為29點。

## 相關事件
1999年12月15日，該劇於翡翠台首播期間，一個年約十歲的女孩陳美欣懷疑受到此劇影響，認為自己死後精神仍然存在，於是便在上學途中跳樓自殺身亡，引起當時社會哄動。由於女童留下的遺書表示會向同學們「鬼上身」，生前亦頻說與往生有關的奇怪說話，其母因而揣測愛女模仿此劇而輕生。無綫電視在輿論壓力下，將劇集刪減至15集，提早一星期完結。

## 外部連結
- TVB星河頻道 - 衝上人間 （页面存档备份，存于）